# Sedlo pod Skalkou

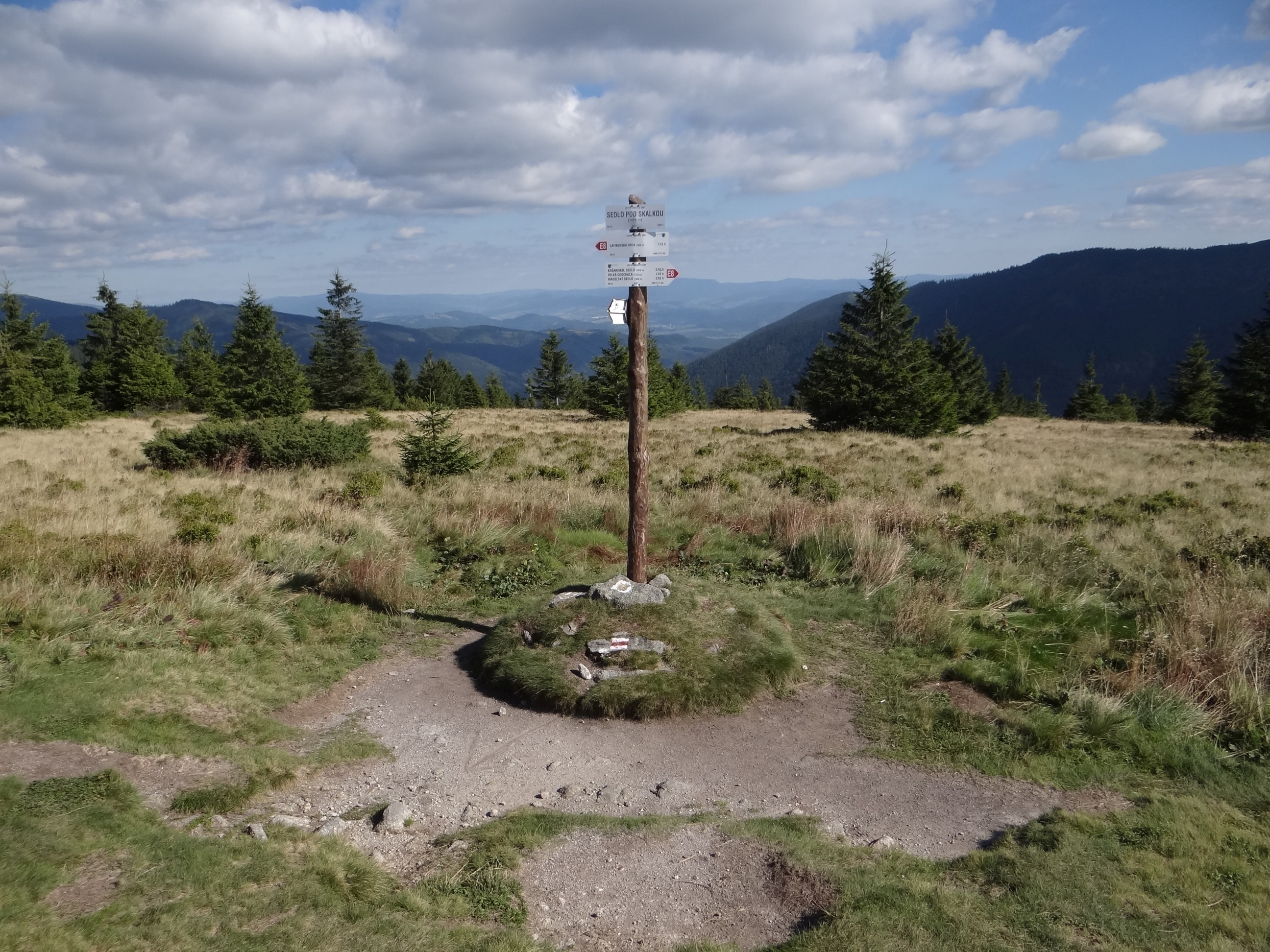

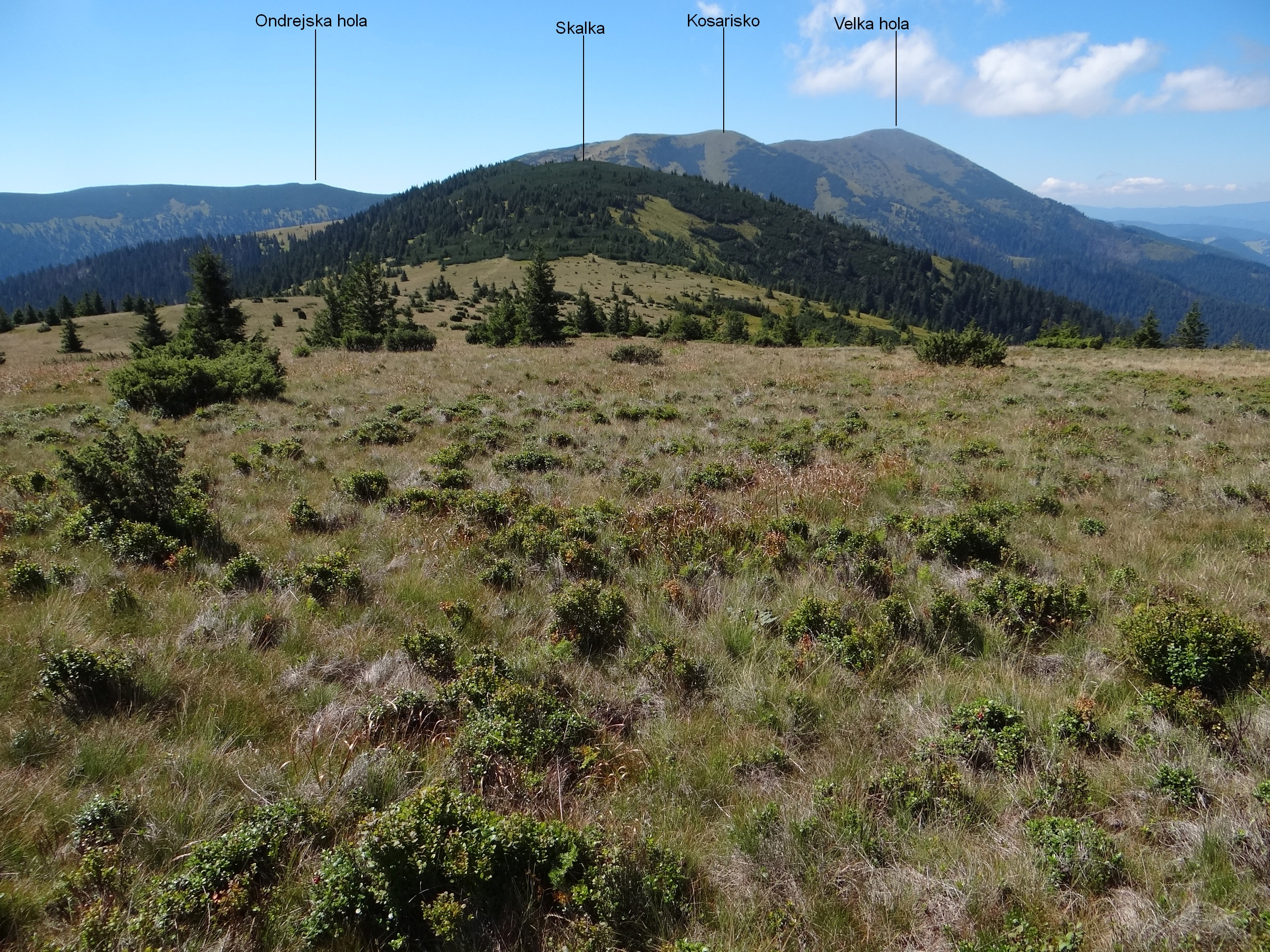

Sedlo pod Skalkou, w tłumaczeniu język polski Przełęcz pod Skałką (1475 m) – przełęcz w Niżnych Tatrach na Słowacji. Znajduje się w zachodniej części Niżnych Tatr, w tzw. Dumbierskich Tatrach. Leży w głównym grzbiecie niżnotatrzańskim, mniej więcej w połowie drogi pomiędzy szczytami Skalka (1549 m) i Veľká hoľa (1640 m). Północno-zachodnie stoki przełęczy opadają do doliny potoku Lúžňanka i miejscowości Liptovská Lúžna, południowo-wschodnie do Doliny Jaseniańskiej (Jasenianská dolina) i miejscowości Jasenie.
Jest to płaskie i rozległe siodło w trawiastym grzbiecie. Dawniej cały grzbiet stanowiły wielkie hale wypasane przez owce i bydło. Obecnie na przełęczy znajduje się skrzyżowanie dwóch szlaków turystycznych. Głównym  grzbietem biegnie czerwono znakowany, dalekobieżny szlak turystyczny, tzw. Cesta hrdinov SNP. Od północnego zachodu wyprowadza na przełęcz (i tu się kończy) żółty szlak z miejscowości Liptovská Lúžna.
Dzięki temu, że przełęcz jest halna, rozciąga się z niej szeroka  panorama widokowa obejmująca cały niemal horyzont.

## Szlaki turystyczne
odcinek: Donovaly – Kečka – Hadliarka – sedlo Hadlanka – Kozí chrbát – Przełęcz Hiadelska – Prašivá – Malá Chochuľa – Veľká Chochuľa – Košarisko – Skalka – sedlo pod Skalkou – Veľká hoľa – Latiborská hoľa – sedlo Latiborskej hole – Zámostská hoľa] – sedlo Zámostskej hole – Ďurková – Malý Chabenec – Chabenec
  Liptovská Lúžna – sedlo pod Skalkou. Czas przejścia: 2.15 h, ↓ 1.30 h